# Arandis (Namibia)
Arandis es una ciudad de la región Erongo en Namibia. En agosto de 2011 tenía una población censada de 5214 habitantes.
Se encuentra ubicada al oeste del país, cerca de la costa del océano Atlántico y de la ciudad de Walvis Bay.